# Artur Gąsiewski
Artur Gąsiewski (ur. 1 listopada 1973 w Łomży) – polski lekkoatleta sprinter. Zawodnik klubu Skra Warszawa. Olimpijczyk z Aten (2004) – był zawodnikiem rezerwowym sztafety 4 × 400 metrów i w zawodach nie wystąpił.
Obecnie jest trenerem sekcji sprinterskiej w klubie RKS Skra Warszawa.

## Najważniejsze osiągnięcia
- Mistrzostwa Europy juniorów w 1991: srebrny medal – sztafeta 4 × 400 metrów (3:08,18)
- Igrzyska Bałtyckie 1997: 1. miejsce – 4 × 400 metrów (3:17,44)
- Halowe mistrzostwa Europy w 2002: złoty medal – 4 × 400 metrów (3:05,50)
- Halowy Puchar Europy 2003: 1. miejsce – 200-400-600-800 metrów (4:15,18)
- Halowe mistrzostwa świata w 2003: brązowy medal - 4 × 400 metrów po dyskwalifikacji zawodników USA (biegł w eliminacjach)
- Puchar Europy 2004: 3. miejsce – 4 × 400 metrów (3:02,05)
- 6-krotny mistrz Polski (sztafeta 4 × 400 metrów: 1994, 1995, 2000, 2001 oraz 2002, sztafeta 4 × 100 metrów: 2000)

Rekord życiowy w biegu na 400 metrów – 46,17 (2002).